# Giovanni Gasparro
Giovanni Gasparro (Bari, 22 ottobre 1983) è un pittore, incisore e scenografo italiano.

## Biografia

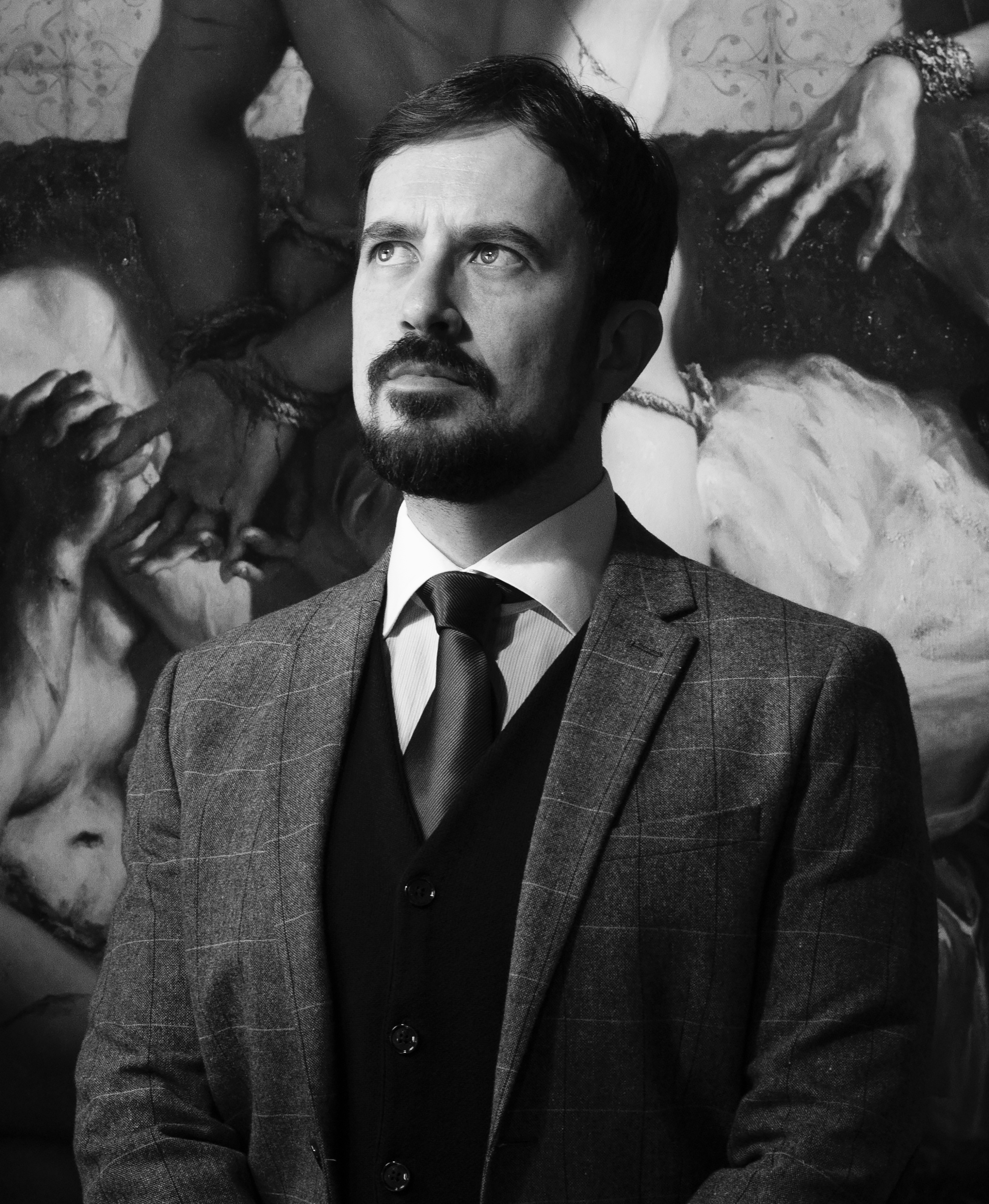
Giovanni Gasparro

Nato a Bari ma residente ad Adelfia (BA), vince giovanissimo il premio "Bona Sforza, regina di Polonia e duchessa di Bari" (Bari, 1997) per un'opera grafica. Approfondisce gli studi nel campo dell'arte a Bari prima di diplomarsi all'Accademia di belle arti di Roma nel 2007 nella cattedra di pittura di Giuseppe Modica e con una tesi in storia dell’arte dedicata agli anni romani del pittore fiammingo Van Dyck.
A partire dal 2001 espone in tutta Italia. La sua prima mostra personale, tenutasi nel 2009 a Parigi, ne consolida la dimensione europea; nello stesso anno espone nella galleria Russo di Roma. Nel 2011 espone per il padiglione della Regione Lazio nella 54ª Esposizione internazionale d'arte di Venezia.

Sempre nel 2011 l'Arcidiocesi dell'Aquila gli commissiona la decorazione delle ancone marmoree della basilica di San Giuseppe Artigiano, danneggiata dal terremoto del 2009 e in quel momento in fase di restauro. Gasparro realizza 18 tra cimase e pale d'altare e 2 teleri, raffiguranti scene neo e vetero testamentarie e santi della tradizione aquilana, che costituiscono il più grande ciclo pittorico religioso realizzato negli ultimi anni. Il 22 luglio 2012, in occasione della riapertura al pubblico della chiesa, il critico d'arte Vittorio Sgarbi ha elogiato pubblicamente l'artista pugliese.

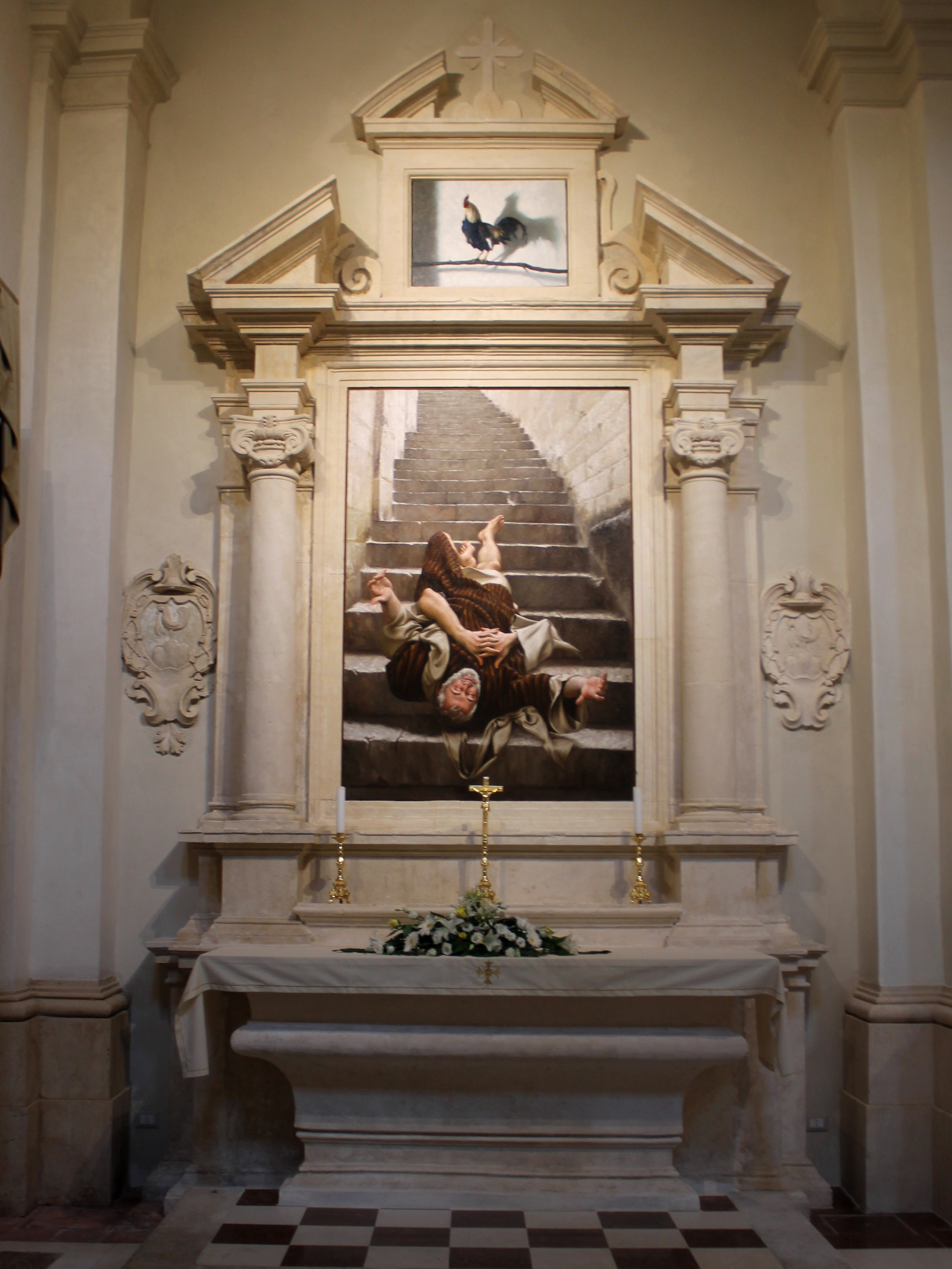
Il pentimento di San Pietro, esposto all'interno della basilica di San Giuseppe Artigiano all'Aquila.

Nel 2012 realizza l’opera Anomalia con il cappello di Largillière per la Costa Fascinosa, la più grande nave da crociera d’Europa, nella flotta di Costa Crociere.
Nel 2013 vince il "Bioethics Art Competition" della cattedra in bioetica e diritti umani dell'UNESCO con l'opera Casti connubii, ispirata all'enciclica redatta da papa Pio XI nel 1930 esponendo la tela in prestigiosissime sedi di Hong Kong, Houston e Città del Messico. L'anno seguente, il dipinto Quum memoranda – ritratto di papa Pio VII – vince il premio "Pio Alferano" ed il Premio Eccellenti Pittori – Brazzale.
Nel 2021 ha vinto il Premio 100 eccellenze italiane in Campidoglio, a Roma, ed ha inaugurato il ritratto di S.M. il Re di Spagna Felipe VI di Borbone per la Reale Pontificia Basilica di San Giacomo degli Spagnoli a Napoli. 
Nel 2022 ha debuttato come scenografo teatrale, insieme a Danilo Coppola, al Teatro Coccia di Novara, con la Tosca di Giacomo Puccini, diretta da Fabrizio Maria Carminati per la regia di Renato Bonajuto, replicando anche nei teatri Giuseppe Di Stefano di Trapani ed al Comunale di Sassari, con la direzione d’orchestra di Manuela Ranno e Gianluca Martinenghi.

Nel 2024 realizza il drappellone del Palio di Siena del 4 luglio, su commissione del Sindaco e della Giunta comunale del capoluogo toscano, onore riservato ad artisti di riconosciuta fama internazionale. Il Palio, dedicato alla Madonna di Provenzano, è stato vinto dalla Contrada Capitana dell'Onda. L'opera, in occasione della presentazione presso il Cortile del Podestà del Palazzo Pubblico, è stata accolta con un lunghissimo applauso da parte dei senesi  e presentata dal Direttore dei Musei Nazionali di Siena, il noto storico dell’arte francese Axel Hémery. Il dipinto, insieme al drappellone del Palio dei Cittini, anch’esso opera di Gasparro, è stato musealizzato all’interno del Museo della Contrada Capitana dell’Onda, a Siena.

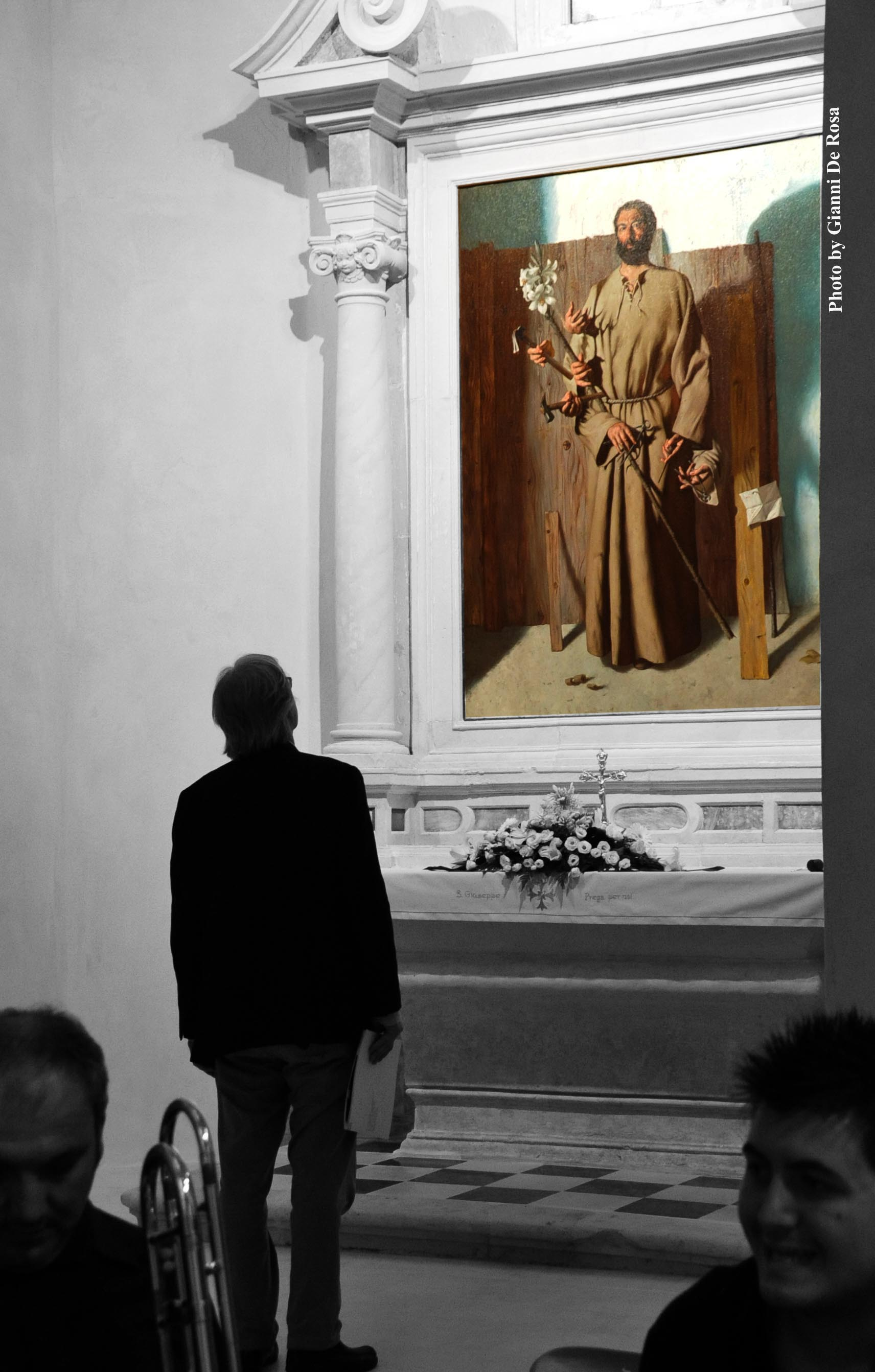
Vittorio Sgarbi ammira il "San Giuseppe" di Gasparro nella Basilica di san Giuseppe, L'Aquila

Ha esposto presso la Galleria Nazionale di Cosenza a confronto con Mattia Preti, la Pinacoteca Nazionale di Bologna, la Real Basilica di Superga a Torino e la Basilica romana di Santa Maria in Aracoeli, Palazzo Venezia a Roma, il Museo Nazionale Alinari, il Museo degli Innocenti  ed i Musei di Villa Bardini a Firenze, Castel Sismondo ed il Museo della Città di Rimini, il Casino dell'Aurora di Guido Reni a Palazzo Pallavicini-Rospigliosi di Roma, la Pinacoteca di San Severino Marche a confronto con il Pinturicchio, la Pinacoteca Corrado Giaquinto di Bari, il Museo Civico di Bassano del Grappa, il Labirinto di Franco Maria Ricci a Fontanellato, i musei diocesani di Imola e Molfetta, il Museo Napoleonico ed il Museo Nazionale Etrusco di Villa Giulia a Roma, il Museo Eremitani di Padova, il Grand Palais di Parigi, il MART di Rovereto e la Stadtgalerie di Kiel (Germania).
Le sue opere sono esposte in importanti collezioni pubbliche e private europee e statunitensi, nonché in diverse chiese e basiliche italiane di Siena (Insigne Collegiata di Santa Maria in Provenzano), Trani (Chiesa di San Francesco d’Assisi), Roma (Chiesa di Santa Maria in Trivio alla Fontana di Trevi), Torino (Cumiana, Chiesa di Santa Maria della Motta) e L'Aquila (Basilica di San Giuseppe Artigiano ed Oratorio di San Giuseppe dei Minimi) ed estere a Malta (Mġarr, Parish Church of the Assumption of the Blessed Virgin Mary into Heaven), in Svizzera (Lugano, Barbengo, Chiesa di Sant’Ambrogio), Grecia (Naxos, Chiesa di Sant’Antonio Abate) ed Austria (Vienna, Minoritenkirche).
Molte delle mostre a cui ha partecipato hanno goduto dei patrocini della Presidenza della Repubblica Italiana, del Senato della Repubblica, della Camera dei Deputati e di numerosi Ministeri, nonché delle istituzioni regionali, provinciali e comunali.
Nelle numerose esposizioni personali e collettive, hanno scritto dell’opera di Gasparro storici del’arte e pensatori del calibro di Claudio Strinati, Riccardo Lattuada, Angelo Tartuferi, Clara Gelao, Axel Hémery, Nunzio Giustozzi, Vittorio Sgarbi, Stefano Causa, Pupi Avati, Alberto Mattioli, Alberto Spataro, Mons. Daniel Estivill, Mons Natale Loda, Angelo Loda, Fabio De Chirico, Giuseppe Cassio, Camillo Langone, Sandro Barbagallo, Sandro Debono, Simona Tosini Pizzetti, Paolo Serafini, Daniela Simoni, Cristina Siccardi, Carlo Manetti, don Enrico Grassini, Laura Bonelli, Joost Vander Auwera, Francesco Petrucci, Roberto Marchesini, Corrado Gnerre, Paolo Cicchini, Cesaremaria Glori, Grazia Maria Curtarelli, Fabio Benedettucci, Walter Scotucci, Anatole Upart, Jacopo Scarpa.

## Premi[11]
1997, Bari. Palazzo della Città Metropolitana di Bari. Premio Bona Sforza Regina di Polonia e Duchessa di Bari, con l'opera "Bona Sforza"
2013, Houston, Texas (USA), UNESCO, Cattedra in bioetica e diritti umani. Bioethics Art Competition. con l’opera "Casti connubii"
2014, Castellabate (Salerno), Castello dell'Abate. Premio Pio Alferano, con l'opera "Quum memoranda. Servo di Dio Pio VII Pontefice Massimo"
2014, Vicenza. Premio Eccellenti Pittori - Brazzale, con l'opera "Quum memoranda. Servo di Dio Pio VII Pontefice Massimo
2021, Roma, Campidoglio. Premio 100 Eccellenze italiane
2024, Roma, Camera dei Deputati. Sala della Regina di Palazzo Montecitorio. Premio Art Global “Arte e Cultura"
2024, Castellabate (Salerno), Castello dell’Abate, Premio Pio Alferano
2025, Spoleto (Perugia), Palazzo Due Mondi, Premio San Francesco, prima edizione  

## Teatro[19]
2022, Novara, Teatro Carlo Coccia. Tosca di Giacomo Puccini.  Direttore d'Orchestra Fabrizio Maria Carminati. Regia di Renato Bonajuto
2022, Trapani, Teatro Giuseppe Di Stefano, Ente Luglio Musicale Trapanese. Tosca di Giacomo Puccini. Direttore d'Orchestra Manuela Ranno. Regia di Renato Bonajuto
2024, Sassari, Teatro Comunale, Tosca di Giacomo Puccini, Direttore d'Orchestra Gianluca Martinenghi. Regia di Renato Bonajuto

## Cinema[23]
2007, Saturno contro, Regia di Ferzan Özpetek, dipinto "Ultima cena"

## Esposizioni personali[25]
2009, Parigi, Galerie 91, Giovanni Gasparro, a cura di Hakim Boukhezoula
2009, Roma, Galleria Russo, Giovanni Gasparro. Noli me tangere, a cura di Paolo Serafini
2012, L'Aquila, Cattedrale Metropolitana dei santi Giorgio e Massimo d'Aveia, Le storie di Giuseppe - Anteprima del ciclo pittorico per la Basilica di San Giuseppe artigiano. XIV Settimana della Cultura del MiBACT, a cura di don Luigi Maria Epicoco, Fabrizio Magani, Vittorio Sgarbi
2013, Parigi, Galerie Le 84, Metamorphose, a cura di  Hakim Boukhezoula
2015, Castellabate (Salerno), Castello dell'Abate, Premio Pio Alferano 2015 - Mani e Papi, a cura di Camillo Langone. Direttore artistico Vittorio Sgarbi
2015, Sassoferrato (Ancona), Palazzo degli Scalzi, Palazzo della Pretura, Chiesa di San Giuseppe, 65° Rassegna Internazionale d'Arte Premio G.B. Salvi - Artificio tra figurazione e astrazione. Giovanni Gasparro, a cura di Nunzio Giustozzi e Daniela Simoni
2015, Cosenza, Galleria Nazionale di Palazzo Arnone, Giovanni Gasparro versus Mattia Preti, Celebrazioni Internazionali per il IV Centenario della Nascita di Mattia Preti, a cura di  Fabio De Chirico (testi in catalogo di Angelo Loda, Simona Tosini Pizzetti, Sandro Debono, Mons. Daniel Estivill)
2016, Torino, Real Basilica di Superga - Sala dei Papi, Vicario di Cristo, tra Fede e storia, a cura di Carlo Manetti e Cristina Siccardi
2016, Adelfia (Bari), Palazzo Marchesale dei Bianchi - Dottula, Giornate FAI di Primavera - XXIV° Edizione
2016, Roma, Palazzo Pallavicini Rospigliosi, Casino dell'Aurora di Guido Reni, Giovanni Gasparro, a cura del Sacro Militare Ordine Costantiniano di San Giorgio
2016, San Severino Marche (Macerata), Pinacoteca Civica P. Tacchi Venturi, Sensus Fidei. I Santi di Giovanni Gasparro tra Pinturicchio, Crivelli ed i Salimbeni, a cura di Walter ScotuccI
2017, Imola (Bologna), Museo e Pinacoteca Diocesani di Imola, Palazzo Vescovile, Ritorno ad Imola. Alessandro VII, Pio VII e Pio IX nelle opere di Giovanni Gasparro, a cura di Marco Violi
2018, Roma, Museo Napoleonico, Giovanni Gasparro. I Papi di Napoleone, a cura di Fabio Benedettucci
2018, Città del Vaticano, Aula Nervi, Esposizione e benedizione della pala d'altare "San Gaspare del Bufalo intercede per le anime del Purgatorio" per la chiesa di Santa Maria in Trivio alla Fontana di Trevi di Roma
2019, Conegliano (Treviso), Museo della casa natale di Cima da Conegliano, Giovanni Gasparro. Fra l'uomo e il divino, a cura di Grazia Maria Curtarelli (testi in catalogo di Cesaremaria Glori, Carlo Manetti, Jacopo Scarpa, Cristina Siccardi)
2022, Terni, Basilica Santuario di San Valentino Vescovo e Martire, Miracolo e Martirio. San Valentino di Terni secondo Giovanni Gasparro, a cura di Giuseppe Cassio e Paolo Cicchini
2022, San Gemini (Terni), Palazzo Santacroce - Grand Hotel San Gemini, Dal Tempo, l’Eterno. Viaggio tra l’uomo e il sublime in Giovanni Gasparro, a cura di Giuseppe Cassio e Paolo Cicchini (con un testo in catalogo di Anatole Upart)
2023, Molfetta (Bari), Museo Diocesano, Giovanni Gasparro. Il nuovo teatro del divino, a cura di Clara Gelao (con testi in catalogo di Pupi Avati, Sandro Barbagallo, Mons.Daniel Estivill, Clara Gelao, Corrado Gnerre, don Enrico Grassini, Riccardo Lattuada, Mons. Natale Loda, Roberto Marchesini, Alberto Mattioli, Alberto Spataro)
2023, Roma, Basilica di Santa Maria in Aracoeli al Campidoglio, Nel nome di San Francesco, mostra compresa nell'esposizione con sede nel Complesso di San Francesco a Ripa, a cura di Alvaro Cacciotti e Maria Melli (con saggi in catalogo di Franco Cardini, Claudio Strinati, Alvaro Cacciotti, Alfonso Marini, Chiara Frugoni, Alessandra Acconci) 
2024, Siena, Palazzo Pubblico - Magazzini del Sale, Palazzo Sansedoni - Fondazione Monte dei Paschi di Siena, Insigne Collegiata di Santa Maria in Provenzano, Giovanni Gasparro. Passioni in campo, comitato scientifico: Axel Hémery, Angelo Tartuferi, Joost Vander Auwera, don Enrico Grassini, Francesco Petrucci, Michelina Simona Eremita, Iuri Bruni, Laura Bonelli, Stefano Causa,  Keith Sciberras.
2025, Terni, Museo d’Arte Moderna e Contemporanea “Aurelio De Felice”, San Valentino. Da Piermatteo d’Amelia a Giovanni Gasparro, a cura della Direzione del Museo Civico

## Opere in esposizione permanente[26]
AUSTRIA - Vienna, Minoritenkirche, La visita. Incontro di san Pio da Pietrelcina e Mons Marcel Lefèbvre, 2022
GERMANIA - Dreieich, Collezione Fondazione VAF-Stiftung, Vanità, 2015      
GRECIA - Naxos, Chiesa di Sant'Antonio Abate, Sant'Antonio Abate, 2019
ITALIA - Bassano del Grappa (Vicenza), Fondazione The Bank - Istituto per lo Studio sulla Pittura Contemporanea - ETS, Autoritratto con la dracma perduta, 2009
ITALIA - Bassano del Grappa (Vicenza), Fondazione The Bank - Istituto per lo Studio sulla Pittura Contemporanea - ETS, Incredulità, 2010
ITALIA - Bassano del Grappa (Vicenza), Fondazione The Bank - Istituto per lo Studio sulla Pittura Contemporanea - ETS, Labano cerca gli idoli nel baule di Giacobbe, 2013
ITALIA - Bassano del Grappa (Vicenza), Fondazione The Bank - Istituto per lo Studio sulla Pittura Contemporanea - ETS, Gesù e Barabba, 2014
ITALIA - Bassano del Grappa (Vicenza), Fondazione The Bank - Istituto per lo Studio sulla Pittura Contemporanea - ETS, Studio per Gesù e Barabba, 2014
ITALIA - Bassano del Grappa (Vicenza), Fondazione The Bank - Istituto per lo Studio sulla Pittura Contemporanea - ETS, Caino, 2015
ITALIA - Bassano del Grappa (Vicenza), Fondazione The Bank - Istituto per lo Studio sulla Pittura Contemporanea - ETS, Cristo e la cananea, 2013
ITALIA - Bassano del Grappa (Vicenza), Fondazione The Bank - Istituto per lo Studio sulla Pittura Contemporanea - ETS, Processo alle intenzioni, 2021
ITALIA - Bassano del Grappa (Vicenza), Fondazione The Bank - Istituto per lo Studio sulla Pittura Contemporanea - ETS, San Pio X, Pontefice Massimo, 2015
ITALIA - Bassano del Grappa (Vicenza), Fondazione The Bank - Istituto per lo Studio sulla Pittura Contemporanea - ETS, Beato Pio IX, Pontefice Massimo, 2015
ITALIA - Bassano del Grappa (Vicenza), Fondazione The Bank - Istituto per lo Studio sulla Pittura Contemporanea - ETS, Studio per "L'illuso", 2016
ITALIA – Bitetto (Bari), Santuario del Beato Giacomo, Beato Giacomo Illirico da Bitetto, 2023 – 2024
ITALIA - Bologna, Museo Fabbri, Insaziabilità. Dimenticando Witkiewicz, 2011
ITALIA - Cosenza, MAM - Museo delle Arti e dei Mestieri, I miracoli di san Francesco di Paola, 2015
ITALIA - Cumiana (Torino), Chiesa di Santa Maria della Motta, Sacro Cuore di Gesù, 2015
ITALIA - Gallipoli (Lecce), Basilica Concattedrale di Sant'Agata, Sant'Agata, Vergine e Martire, 2014
ITALIA - Genova, Costa Fascinosa (Costa Crociere), Anomalia con il cappello di Largillière, 2011
ITALIA - Imola (Bologna), Pinacoteca e Museo Diocesani, Studio per San Carlo Borromeo (San Pio V e San Carlo Borromeo difendono il Cattolicesimo dall'Islam e dall'eresia protestante), 2016
ITALIA - L'Aquila, Basilica di San Giuseppe artigiano, Il pentimento di san Pietro, 2011
ITALIA - L'Aquila, Basilica di San Giuseppe artigiano, Il canto del tradimento (il gallo di san Pietro), 2011
ITALIA - L'Aquila, Basilica di San Giuseppe artigiano, Ecce Homo, 2011
ITALIA - L'Aquila, Basilica di San Giuseppe artigiano, Le mani di Ponzio Pilato, 2011
ITALIA - L'Aquila, Basilica di San Giuseppe artigiano, Arma Christi, 2011
ITALIA - L'Aquila, Basilica di San Giuseppe artigiano, San Biagio Vescovo e Martire, 2011
ITALIA - L'Aquila, Basilica di San Giuseppe artigiano, Attributi iconografici di san Biagio, 2011
ITALIA - L'Aquila, Basilica di San Giuseppe artigiano, San Massimo d'Aveia martire, 2011
ITALIA - L'Aquila, Basilica di San Giuseppe artigiano, Attributi iconografici di san Massimo d'Aveia, 2011
ITALIA - L'Aquila, Basilica di San Giuseppe artigiano, San Vittorino d'Amiternum Vescovo e Martire, 2011
ITALIA - L'Aquila, Basilica di San Giuseppe artigiano, Attributi iconografici di san Vittorino d'Amiternum, 2011
ITALIA - L'Aquila, Basilica di San Giuseppe artigiano, Il sacrificio di Isacco - Il sacrificio sospeso, 2011
ITALIA - L'Aquila, Basilica di San Giuseppe artigiano, San Giuseppe artigiano, 2012
ITALIA - L'Aquila, Basilica di San Giuseppe artigiano, Attributi iconografici di san Giuseppe artigiano, 2012
ITALIA - L'Aquila, Basilica di San Giuseppe artigiano, Il transito di san Giuseppe, 2012
ITALIA - L'Aquila, Basilica di San Giuseppe artigiano, Il sogno di san Giuseppe, 2012
ITALIA - L'Aquila, Basilica di San Giuseppe artigiano, La visione di san Giovanni a Patmos - San Michele arcangelo - La cacciata degli angeli ribelli, 2012
ITALIA - L'Aquila, Basilica di San Giuseppe artigiano, La visione di san Giovanni a Patmos - La Donna vestita di sole, 2012
ITALIA - L'Aquila, Oratorio di San Giuseppe dei Minimi, Cuore Castissimo di San Giuseppe, 2013
ITALIA - Napoli, Reale Pontificia Basilica di San Giacomo degli Spagnoli, Ritratto di S M. il Re di Spagna Don. Felipe VI di Borbone, 2019
ITALIA - Palermo, Palazzo Oneto di Sperlinga, Santa Elisabetta del Portogallo, Regina e Vedova, 2022
ITALIA - Rende (Cosenza), Castello Normanno - Museo d'Arte Contemporanea R. Bilotti Ruggi d'Aragona, Ritratto del marchese Roberto Bilotti Ruggi d'Aragona, 2014
ITALIA - Roma, Fondazione Pio Alferano, Quum memoranda (Ritratto di Papa Pio VII), 2014
ITALIA - Roma, Chiesa di Santa Maria in Trivio alla Fontana di Trevi, San Gaspare del Bufalo intercede per le anime del Purgatorio, 2016
ITALIA - Roma, Casa Missionaria Santa Maria in Trivio dei Missionari del Preziosissimo Sangue, Beato don Giovanni Merlini CPPS, 2015
ITALIA - Roma, Patriarcato di Antiochia dei Siri presso la Santa Sede, Ritratto di Mons. Flaviano Rami Alkabalan, Procuratore del Patriarcato di Antiochia dei Siri presso la Santa Sede, 2023
ITALIA - Siena, Complesso Museale Santa Maria della Scala, Il sosia, 2015
ITALIA - Siena, Insigne Collegiata di Santa Maria in Provenzano, Beata Anna Maria Taigi, 2016
ITALIA - Siena, Insigne Collegiata di Santa Maria in Provenzano, Beato Pier Pettinaio, 2018
ITALIA - Siena, Museo della Contrada Capitana dell’Onda, Drappellone del Palio dei Cittini, 2024
ITALIA - Siena, Museo della Contrada Capitana dell’Onda, Drappellone del Palio di luglio - La Madonna di Provenzano, 2024
ITALIA - Terni, Comune di Terni, San Valentino di Terni. Il miracolo del figlio di Cratone, 2021
ITALIA - Terni, Comune di Terni, Martirio di san Valentino di Terni, 2021
ITALIA - Terni, Comune di Terni, San Valentino di Terni, Vescovo e Martire, 2023
ITALIA - Trani, Chiesa di San Francesco d'Assisi, San Francesco d'Assisi ricevuto da papa Innocenzo III, 2016
ITALIA - Trani, Chiesa di San Francesco d'Assisi, San Nicola Pellegrino, 2017
MALTA - Mġarr, Parish Church of the Assumption of the Blessed Virgin Mary into Heaven, San Ġorġ Preca, 2018
SVIZZERA - Lugano, Chiesa di Sant'Ambrogio a Barbengo, Santa Monica, 2018
SVIZZERA - Lugano, Chiesa di Sant'Ambrogio a Barbengo, Apparizione di Gesù Bambino a sant'Antonio da Padova, 2021
USA - Houston, Texas, UNESCO Chair in Bioethics and Human Rights, Casti connubii, 2013

## Controversie
Nel 2020 ha fatto molto discutere una sua opera, il quadro "Martirio di San Simonino da Trento"  in cui l'autore ha raffigurato il presunto martirio del piccolo Simonino, un bambino ritrovato morto nel 1475 a Trento. Se per l'omicidio vennero accusati, torturati e condannati a morte 15 ebrei askenaziti in un "processo farsa" basato sul presunto mito dell'infanticidio rituale ebraico, il quadro rappresenta ebrei askenaziti e sefarditi di diverse epoche, tutti invariabilmente raffigurati come esecutori dell'omicidio.
Il 28 ottobre 1965, durante il Concilio Vaticano II, la Chiesa abolì il culto del falso beato. 
Per tale opera il 15 novembre 2024 è iniziato il processo a carico del pittore presso il Tribunale di Bari, in quanto è stato imputato per "propaganda e istigazione a delinquere per motivi di discriminazione razziale etnica e religiosa". Nel processo si sono costituite parte civile la Comunità ebraica di Roma e l’Unione delle Comunità Ebraiche Italiane. Per lo stesso dipinto, il Gip del Tribunale di Milano, a seguito di una querela sporta dalla Fondazione Centro di Documentazione Ebraica e dall’Associazione Italiana Giuristi ed Avvocati Ebrei del capoluogo lombardo, in accoglimento della richiesta di archiviazione formulata dal Pubblico Ministero, con ordinanza del 25 marzo 2022, ha archiviato, per infondatezza della notizia di reato, il procedimento incardinatosi a carico di Gasparro, per il reato di cui all’art.604 bis del Codice Penale in riferimento alla pubblicazione dell’opera pittorica. 

## Conferenze
2013, Hong Kong, Baptist University, 2013 Bioethics Art Competition, a cura della Chair of Bioethics and Human Rights of UNESCO 
2015, Adelfia (Bari), Chiesa di San Nicola, Giovanni Gasparro: percorso artistico e problematiche, a cura di Clara Gelao 
2016, Houston, J.W.Marriot, Approaching the Sacred: Science, Health, and Practices of Care, a cura della Chair of Bioethics and Human Rights of UNESCO
2019, Gallipoli (Lecce), Basilica Concattedrale di sant'Agata, Sant'Agata. L'arte, una porta aperta verso l'infinito, a cura di Eugenio Chetta
2024 Roma, Basilica di Santa Maria in Aracoeli, La figura di Francesco d’Assisi nell’opera di Giovanni Gasparro, a cura di Claudio Strinati
2024 Roma, Oratorio del Gonfalone, Arte, fede, figuratività. La coerenza di un trinomio nelle opere di Giovanni Gasparro, a cura di Riccardo Lattuada